# The Future (album)
The Future è il secondo album in studio del gruppo musicale statunitense From Ashes to New, pubblicato nel 2018.

## Tracce
1. Wake Up – 3:50
2. Crazy – 3:05
3. My Name – 3:42
4. Gone Forever – 3:54
5. Broken – 3:20
6. Forgotten – 3:50
7. Enemy – 3:16
8. Nowhere to Run – 3:34
9. Let Go – 3:53
10. On My Own – 3:22
11. The Future – 3:45

## Formazione
- Danny Case – voce, chitarra
- Matt Brandyberry – voce, chitarra, basso, tastiera, piano, programmazioni
- Lance Dowdle – chitarra, basso
- Matt Madiro – batteria, percussioni